# Міхал Вандас
Міхал Вандас (словац. Michal Vandas; 2 лютого 1991, м. Попрад, Словаччина) — словацький хокеїст, нападник. Виступає за ХК «Вітковіце» у чеській екстралізі.

## Кар'єра
Вихованець клубу ХК «Попрад» за який почав виступати у чемпіонаті Словаччини U18. В основному складі дебютував у чемпіонаті 2010/11 років. За ХК «Попрад» виступав до сезону 2012/13. З сезону 2013/14 років виступає за клуб чеської екстраліги ХК «Вітковіце».
У складі чеського клубу виступав на престижному Кубку Шпенглера у 2013 році.

## Кар'єра (збірна)
У складі юніорської збірної Словаччини виступав на чемпіонаті світу 2009 року, за молодіжну збірну виступав на чемпіонаті світу 2011 року.  У складі національної збірної відіграв сім матчів, забив один гол та зробив одну результативну передачу.
| Сезон   | Клуб           | Ліга              | Регулярний сезон | Регулярний сезон | Регулярний сезон | Регулярний сезон | Регулярний сезон | Регулярний сезон | Плей-оф | Плей-оф | Плей-оф | Плей-оф | Плей-оф | Плей-оф |
| Сезон   | Клуб           | Ліга              | М                | Г                | A                | О                | ШХ               | +/-              | М       | Г       | A       | О       | ШХ      | +/-     |
| ------- | -------------- | ----------------- | ---------------- | ---------------- | ---------------- | ---------------- | ---------------- | ---------------- | ------- | ------- | ------- | ------- | ------- | ------- |
| 2010/11 | ХК «Попрад»    | СE                | 7                | 1                | 2                | 3                | 2                | -3               | 14      | 0       | 0       | 0       | 0       | -3      |
| 2011/12 | ХК «Попрад»    | СE                | 36               | 10               | 23               | 33               | 24               | 29               | 6       | 0       | 2       | 2       | 4       | -6      |
| 2012/13 | ХК «Попрад»    | СE                | 49               | 21               | 31               | 52               | 83               | 33               | 7       | 3       | 3       | 6       | 4       | 2       |
| 2013-14 | ХК «Вітковіце» | Чеська екстраліга | 43               | 7                | 8                | 15               | 12               | 12               | 8       | 2       | 3       | 5       | 8       | 5       |
| 2014-15 | ХК «Вітковіце» | Чеська екстраліга | 8                | 1                | 2                | 3                | 12               | +2               | 0       | 0       | 0       | 0       | 0       | 0       |